# Książę Świętego Cesarstwa Rzymskiego
Książę Świętego Cesarstwa Rzymskiego, Książę Rzeszy (niem. Reichsfürst, łac. princeps imperii) – tytuł feudalny i arystokratyczny, będący wyższą formą księcia (Fürst), występujący w Świętym Cesarstwie Rzymskim.

## Książęta – wasale cesarza
Tytuł przysługiwał wszystkim bezpośrednim wasalom cesarza rzymskiego, a więc księciu (Herzog), margrabiemu oraz niektórym (uksiążęconym) landgrafom i palatynom. Do powyższej grupy należeli również biskupi, opaci i prałaci Rzeszy. Tytuł nie przysługiwał książętom czy hrabiom będącym lennikami wasali cesarza. Niektórzy panowie Rzeszy używający tytułów hrabiowskich w różnych odmianach (margrabiów, landgrafów, burgrabiów czy też „zwykłych” grafów) uzyskali od cesarza podniesienie do rangi książęcej i jako tacy również wliczali się w poczet pełnoprawnych książąt Rzeszy. Byli to np. uksiążęcony hrabia Hennebergu i uksiążęcony hrabia Störnstein, burgrabia Norymbergi i burgrabia Miśni, landgraf Hesji i landgraf Leuchtenbergu.
Z tytułu wynikały prawa, wraz z najważniejszym, jakim było uczestnictwo w Sejmie Rzeszy czy Landeshoheit – terytorialnej jurysdykcji. Początkowo istniał również szeroki zakres zobowiązań lennych wobec seniora, jednak wraz z postępującym upadkiem władzy centralnej, wasale cesarscy otrzymywali coraz większą samodzielność i niezależność w stosunku do cesarza.
Książętami mającymi suwerenną władzę nad swoim dominium byli nominalni lennicy cesarscy (wł. feudi imperiali) we Włoszech, których północna część (z wyłączeniem m.in. Wenecji) pozostawała aż do 1806 formalnie częścią Świętego Cesarstwa Rzymskiego. Nie byli oni książętami niemieckimi, ponieważ Królestwo Włoch było obok Królestwa Niemiec i Królestwa Burgundii (Arelatu) jedną z trzech konstytutywnych części cesarstwa, więc nie uczestniczyli też aktywnie w życiu politycznym Niemiec i nie zasiadali w Sejmie Rzeszy. Cesarze niemieccy nadawali im jednak status swoich lenników i tytuł hrabiów, margrabiów czy książąt wraz z przywilejami tożsamymi z Landeshoheit, takimi jak prawo bicia monety (niem. Münzregal). Wyjątkiem byli najpotężniejsi z książąt włoskich w obrębie cesarstwa, czyli władcy Sabaudii (przodkowie królów Włoch z lat 1861-1946), którzy byli zaliczani w poczet książąt niemieckich.

## Tytuł honorowy
Cesarze mogli nadawać ten tytuł jako honorową godność wedle własnego uznania i tak na przestrzeni wieków wyróżnić można nieterytorialnych książąt cesarskich:
- drobni władcy poza cesarstwem, jak Wielki Mistrz Suwerennego Zakonu Maltańskiego czy władcy Monako;
- arystokraci, zwłaszcza zagraniczni, którym cesarz nadał ten tytuł wedle własnego uznania. Tytuł otrzymały m.in. takie rody jak: Orsini, Potiomkin, Lubomirscy herbu Szreniawa bez Krzyża, Sułkowscy herbu Sulima czy Radziwiłłowie herbu Trąby.